# جیمز مک‌فرسون (مربی فوتبال)
جیمز مک‌فرسون (انگلیسی: James McPherson; ۱۳ آوریل ۱۸۹۱ – ۱۲ اوت ۱۹۶۰) مربی فوتبال اهل اسکاتلند بود.
وی سابقه مربی‌گری در باشگاه فوتبال بایرن مونیخ و تیم ملی فوتبال نروژ را در کارنامه دارد.